# Magnoliopsida
La classe delle dicotiledoni (Magnoliopsida) comprende piante a fiore nel cui seme l'embrione è fornito di due cotiledoni.

## Caratteristiche
Le dicotiledoni comprendono piante sia erbacee che legnose, generalmente provviste di un apparato radicale seminale con radici a fittone o talora fascicolate, a crescita continua, più o meno ramificate, con la presenza o meno di radici avventizie.
La struttura primaria del fusto è eustelica con fasci collaterali aperti ad anello, con presenza di cambio cribro-vascolare e accrescimento secondario.
Le foglie sono distinte in picciolo e lamina, con margini di forma varia; le nervature sono reticolate. I fiori sono tetrameri o pentameri con verticilli di 4 o 5 pezzi e provvisti di perianzio, generalmente distinto in calice (sepali) e corolla (petali); sono simmetrici o irregolari.
Il seme e la plantula sono provvisti di due cotiledoni. Le dicotiledoni hanno i petali a gruppi di 4-5 o di loro multipli.

## Filogenesi
Recentemente, in base ad analisi cladistiche e di sequenziamento del DNA cloroplastico, mitocondriale e nucleare, è stata messa in discussione la distinzione adottata finora che divideva le Angiosperme in due classi, le Liliopsida (monocotiledoni) e le Magnoliopsida (dicotiledoni), (Olmstead et al. 1992a, Chase et al. 1993, Doyle 1996, 1998, Doyle et al. 1994, Donoghue y Doyle 1989, Graham y Olmstead 2000, Mathews y Donoghue 1999, Savolainen et al. 2000, Soltis et al. 2000, Zimmer et al. 2000, Hilu et al. 2003, Zanis et al. 2003) in quanto si riteneva che la separazione tra le due classi datasse dal Cretaceo; attualmente si ritiene che solo le monocotiledoni derivino da antenati comuni a tutta la classe (classe monofiletica), mentre le dicotiledoni deriverebbero da due o più gruppi con origine differente, formando quindi un gruppo parafiletico e i caratteri già menzionati sarebbero plesiomorfi all'interno delle angiosperme. In questo modo si distinguono:
- Il gruppo delle Eudicotiledoni caratterizzate da polline con tre solchi (tricolpato) e che comprende la maggior parte delle famiglie inserite nelle Magnoliopsida
- Un piccolo gruppo che in parte viene inserito dalla classificazione classica nella sottoclasse delle Magnoliidae, e include le famiglie che hanno conservato caratteri primitivi, il polline ha un solo solco (monosulcato), e che vengono ulteriormente suddivise in:
  - Piante legnose arboree o arbustive con foglie più o meno coriacee ( ad esempio le magnolie)
  - Gruppo eterogeneo di piante erbacee a foglie sottili, con caratteri che ricordano le Liliopsida, di cui in realtà rappresenterebbero il gruppo ancestrale (esempi di questo gruppo sono le Nymphaeaceae e le Aristolochiaceae)

### Suddivisione
La suddivisione in due sottoclassi, Metaclamidee (o Simpetale) e Archiclamidee, proposta dal botanico polacco Adolf Engler alla fine dell'Ottocento, non è più ritenuta valida.
Nel sistema Cronquist (1981) la classe Magnoliopsida è suddivisa in 6 sottoclassi, per un totale di 64 ordini:
- Sottoclasse Asteridae comprendente gli ordini:
  - Asterales – 1 famiglia
  - Callitrichales – 2 famiglie
  - Calycerales – 1 famiglia
  - Campanulales – 6 famiglie
  - Dipsacales – 4 famiglie
  - Gentianales – 4 famiglie
  - Lamiales – 5 famiglie + Scrophulariales – 12 famiglie
  - Plantaginales – 1 famiglia
  - Polemoniales – 1 famiglia
  - Rubiales Rubiali – 1 famiglia
  - Solanales – 7 famiglie
- Sottoclasse Caryophyllidae comprendente gli ordini:
  - Caryophyllales – 12 famiglie
  - Plumbaginales – 1 famiglia
  - Polygonales – 1 famiglia
- Sottoclasse Dilleniidae comprendente gli ordini:
  - Batales – 1 famiglia
  - Capparales – 6 famiglie
  - Diapensiales – 1 famiglia
  - Dilleniales – 2 famiglie
  - Ebenales – 5 famiglie
  - Ericales – 7 famiglie
  - Lecythidales – 1 famiglia
  - Malvales – 6 famiglie
  - Nepenthales – 3 famiglie
  - Primulalales – 3 famiglie
  - Salicales – 1 famiglia
  - Theales – 13 famiglie
  - Violales – 21 famiglie
- Sottoclasse Hamamelididae (spesso in forma non corretta: Hamamelidae) comprendente gli ordini:
  - Casuarinales – 1 famiglia
  - Daphniphyllales – nessuna famiglia
  - Didymelales – nessuna famiglia
  - Eucommiales – 1 famiglia
  - Fagales – 3 famiglie
  - Hamamelidales – 6 famiglie
  - Juglandales – 3 famiglie
  - Leitneriales – 1 famiglia
  - Myricales – 1 famiglia
  - Trochodendrales – 2 famiglie
  - Urticales – 6 famiglie
- Sottoclasse Magnoliidae comprendente gli ordini:
  - Aristolochiales – 1 famiglia
  - Illicales – 2 famiglie
  - Laurales – 4 famiglie
  - Magnoliales – 14 famiglie
  - Nymphaeales – 4 famiglie
  - Papaverales – 2 famiglie
  - Piperales – 3 famiglie
  - Ranunculales – 7 famiglie
- Sottoclasse Rosidae comprendente gli ordini:
  - Apiales – 2 famiglie
  - Celastrales – 11 famiglie
  - Cornales – 5 famiglie
  - Euphorbiales – 6 famiglie
  - Fabales – 1 famiglia
  - Geraniales – 5 famiglie
  - Haloragales – 4 famiglie
  - Linales – 3 famiglie
  - Myrtales – 12 famiglie
  - Podostemales – 2 famiglie
  - Polygalales – 7 famiglie
  - Proteales – 1 famiglia
  - Rafflesiales – 3 famiglie
  - Rhamnales – 4 famiglie
  - Rhizophorales – 1 famiglia
  - Rosales – 20 famiglie
  - Santalales – 12 famiglie
  - Sapindales Terebintali – 16 famiglie